# Francisco Olazar
Francisco Olazar (ur. 10 lipca 1885 w Quilmes, zm. 21 września 1958 w Buenos Aires) – piłkarz argentyński grający na pozycji pomocnika i trener.
Jako piłkarz grał w Racingu i w reprezentacji Argentyny. W 1913 razem z Racingiem zdobył mistrzostwo Argentyny
Będąc graczem Racingu wziął wraz z reprezentacją Argentyny udział w pierwszych oficjalnych mistrzostwach Ameryki Południowej – Copa América 1916. Argentyna zdobyła wicemistrzostwo Ameryki Południowej, natomiast Olazar wystąpił we wszystkich trzech meczach – z Chile, Brazylią i Urugwajem.
Wziął także udział w turnieju Copa América 1917, w którym także Argentyna zajęła drugie miejsce. Olazar zagrał we wszystkich trzech meczach – z Brazylią, Chile i Urugwajem.
Był doradcą i asystentem trenera Tramutoli w okresie finałów mistrzostw świata w 1930 roku, gdzie Argentyna zdobyła wicemistrzostwo świata.